# Stöcken (Kempten)
Stöcken ist ein Weiler und Ortsteil der kreisfreien Stadt Kempten (Allgäu).
Als Stöckman erscheint dieser Ortsname erstmals im Jahr 1569. 1593 wurde Stöcken verwendet; damals bestand der Ort aus vier Gütern, davon waren drei im Besitz der Stockman.
Der Ort wurde 1818 der Ruralgemeinde Sankt Lorenz angeschlossen und unterlag der Pfarrei Heiligkreuz. Zum 1. Juli 1972 wurde Sankt Lorenz in die Stadt Kempten eingemeindet.